# Pro Aurum
Pro Aurum (Eigenschreibweise nur in Kleinbuchstaben) ist ein im September 2003 von Robert Hartmann, Kai Purper und Mirko Schmidt gegründetes Unternehmen mit Hauptsitz in München. Das Unternehmen ist das größte bankenunabhängige Edelmetallhandelshaus in Deutschland.

## Unternehmensgruppe
Pro Aurum hat mehrere Tochtergesellschaften, davon vier, die ebenfalls in München beheimatet sind:
- Pro Aurum Grundstücksverwaltungs GmbH
- Pro Aurum Beteiligungs GmbH & Co. KG
- Pro Aurum Tresorgold GmbH
- Pro Aurum Value GmbH

## Name
Der Name Pro Aurum ist an das Lateinische pro auro, übersetzt „für das Gold“, angelehnt. Die im Lateinischen falsche Kombination von pro mit Akkusativ statt Ablativ wurde von den Gründern wissentlich wegen der höheren Geläufigkeit des Nominativs gewählt.

## Standorte
Die Pro-Aurum-Gruppe verfügt über Handelshäuser in München, Berlin, Bad Homburg vor der Höhe, Dresden, Düsseldorf, Hamburg, Stuttgart sowie der Schweiz in Zürich. Ferner betreibt das Unternehmen seit dem 1. April 2005 einen Online-Shop, ursprünglich gemeinsam mit der Umicore S.A. in Hanau.

## Geschichte
Die auf Edelmetallhandel spezialisierten Unternehmensgründer Hartmann und Schmidt lernten sich 1997 bei ihrer Arbeit in der Deutschen Verkehrsbank kennen. Nachdem die Deutsche Verkehrsbank ihren Edelmetallhandel 2002 einstellte, machten sich Hartmann und Schmidt 2003 mit Pro Aurum selbstständig. Am 7. November 2003 eröffnete das Unternehmen sein erstes Handelshaus am Hauptstandort München in einem alten Bankgebäude in der Grillparzerstraße 46. Das Unternehmen hatte ein Startkapital von 1 Mio. EUR und anfangs fünf Mitarbeiter.
2004 präsentierte das Unternehmen für die Münze Österreich im Rahmen einer Galaveranstaltung im Prinzregententheater den Big Phil, die bis dato größte Goldmünze der Welt mit einem Gewicht von 1000 Feinunzen (31,1 Kilogramm). Die Münze befindet sich heute gegenüber dem Eingangsbereich in der Firmenzentrale. 2008 wurde Pro Aurum im Wettbewerb „Entrepreneur des Jahres“ der Prüfungs- und Beratungsgesellschaft Ernst & Young in der Kategorie „StartUp“ für das Finale nominiert.

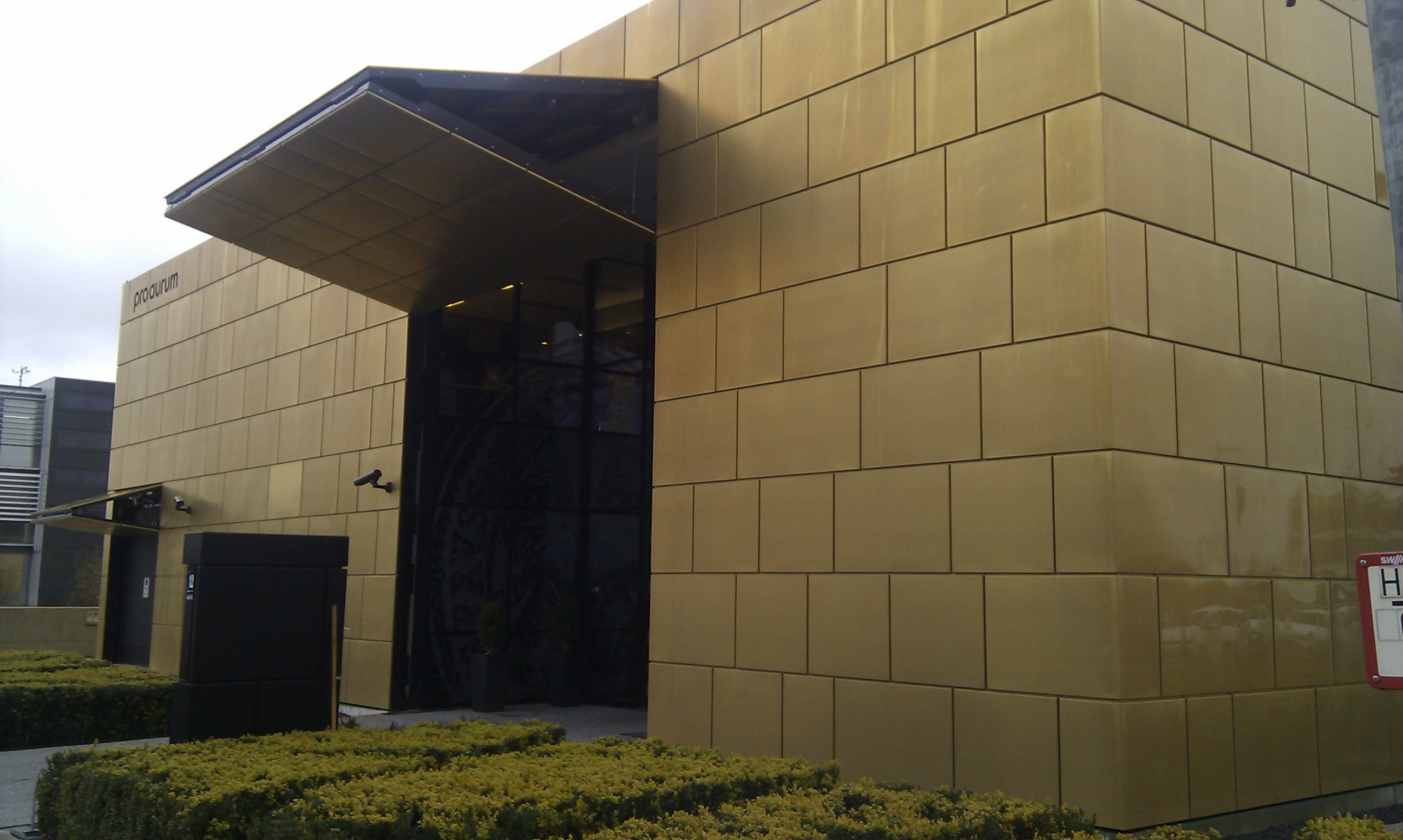
Das „Goldhaus“, Unternehmenszentrale in München

Im September 2008 wurde der Grundstein für das neue Münchener Hauptgeschäftshaus auf dem ehemaligen Rollfeld des früheren Flughafen Riem gelegt, das 2009 bezogen wurde. Die Form des goldfarben gestalteten Gebäudes ist an Goldbarren angelehnt. Für die Gebäudefassade wurde das Messing von wiederverwerteten DM-Münzen verwendet. Das Volumen des Gebäudes mit einer Länge von 42 Metern, einer Breite von 24 Metern und 8 Metern Höhe entspricht der bis dato weltweit geförderten Goldmenge. Das Gebäude nach einem Entwurf des Karlsruher Architekten Rainer Freitag wurde mit dem Red Dot Design Award - Communication Design 2010 ausgezeichnet. Die Kosten für den Bau beliefen sich auf rund zehn Millionen Euro.
Mitte 2010 hatte das Unternehmen mehr als 80 Mitarbeiter. Seit 2011 gilt das Unternehmen als der größte Goldanbieter Deutschlands. Anfang 2012 hatte das Unternehmen rund 100 Mitarbeiter, von denen die Hälfte in der Münchener Zentrale arbeitete. Im Januar 2012 wurden die beiden Geschäftsführer Robert Hartmann und Mirko Schmidt als „Unternehmer des Jahres 2011“ in Bayern ausgezeichnet.
Am 14. Dezember 2015 starteten die zur BNP Paribas gehörende Consorsbank und Pro Aurum gemeinschaftlich eine neue Anlageform für den physischen Goldhandel. Durch eine Auszeichnung mit Wertpapiernummer und internationaler Wertpapieridentifikationsnummer lassen sich Goldbarren und Münzen an einem Börsenplatz handeln. Seit 2017 bietet die Kreissparkasse Göppingen in Zusammenarbeit mit Pro Aurum ein Goldkonto an, das einfachen An- und Verkauf von Gold nach dem Prinzip eines klassischen Sparkontos ermöglicht. Mitte 2019 gab das Wiener Krypto-Fintech-Unternehmen Bitpanda bekannt, dass es mit Pro Aurum kooperieren werde. Über Bitpanda können Edelmetalle gekauft werden, die bei Pro Aurum in der Schweiz lagern.

## Geschäftsmodell
Pro Aurum ist in erster Linie ein Edelmetallhändler, bei dem die Edelmetalle Gold, Silber, Platin und Palladium gekauft oder verkauft werden können. Darüber hinaus bietet das Unternehmen die Verwahrung von Edelmetallen in Schließfächern, Edelmetalldepots und einem Zollfreilager in der Schweiz an.

## Anlagefonds
Im Februar 2010 emittierte das Unternehmen einen eigenen Fonds. Der Pro Aurum ValueFlex setzt sich Anfang 2012 aus Aktien internationaler Großunternehmen aus den Rohstoffbereichen (Metalle, Agrar, fossile und alternative Energien) und bis zu 30 % aus physischen Edelmetallen zusammen. Darüber hinaus bietet pro aurum den „Pro Aurum GoldSparplan“ an.

## Umsatz- und Absatzentwicklung
2005 erzielte das Unternehmen einen Jahresumsatz in Höhe von 60 Millionen Euro. Mit der Finanz- und Wirtschaftskrise ab 2007 und der Flucht vieler Anleger in Edelmetalle erhöhte sich der Umsatz erheblich. So setzte die Gruppe nach eigenen Angaben in den Monaten April, Mai und Juni 2011 rund 2,3 Tonnen Gold in Form von Münzen und Barren ab. Für die Monate Juli bis einschließlich September des gleichen Jahres wurde eine Absatzsteigerung in diesem Bereich auf 3,4 Tonnen pro Monat angegeben. Von Januar bis November 2011 verkaufte das Unternehmen 17,2 Tonnen Gold an Banken und Privatpersonen. Das entsprach einem wöchentlichen Goldhandelsvolumen von 20 bis 25 Mio. EUR. Ende 2011 bezifferte das Unternehmen die Spitzentagesabsätze im Bereich des Silberhandels auf fünf Tonnen, der übliche Tagesabsatz beim Silber im gleichen Jahr betrug nach Eigenangaben die Hälfte.
Zum Jahresende 2011 gab das Unternehmen zusammenfassend einen Umsatz von 680 Millionen Euro für das Geschäftsjahr 2010 und erstmals einen Umsatz in Höhe von einer Milliarde Euro für das Jahr 2011 an. Nachdem der internationale Goldhandel im April 2013 einen Einbruch verzeichnet hatte, war 2014 ein schwieriges Geschäftsjahr für Pro Aurum. Im Januar 2015 konnte das Unternehmen jedoch wieder eine Umsatzsteigerung von mehr als 60 % erreichen. Die Höhe eines durchschnittlichen Auftrages betrug zwischen 10.000 und 15.000 EUR pro Kunde. In der zweiten Julihälfte 2018 allein wurde 25 % mehr Umsatz als noch in den Monaten April bis Juni gemacht. Auch im November 2018 verzeichnete Pro Aurum einen spürbaren Anstieg der Goldnachfrage. Der Jahresumsatz betrug 2018 rund 0,9 Mrd. EUR. Im Juni 2019 betrug der durchschnittliche Umsatz 125 % des monatlichen Durchschnittswertes im ersten Quartal 2019. Anteil daran hatte neben dem gestiegenen Goldpreis der seit August 2018 als Anlagemünze geprägte silberne Krügerrand, von dem Pro Aurum von Januar bis Dezember 2019 rund 1 Mio. Feinunzen (31,1 Tonnen) verkaufen konnte, was gut einem Drittel der jährlichen Produktion entspricht. Der Jahresumsatz betrug im Geschäftsjahr vom 1. Januar 2019 bis zum 31. Dezember 2019 rund 1,32 Mrd. EUR. Im Jahr 2020 konnte pro aurum etwa 12 Tonnen Gold pro Quartal umsetzen; für das Gesamtjahr wurde eine Verkaufsmasse von 50 Tonnen Gold erwartet.